# 土屋嘉男
土屋 嘉男（、1927年〈昭和2年〉5月18日 - 2017年〈平成29年〉2月8日）は、日本の俳優。本名同じ。山梨県出身。旧制山梨県立医学専門学校卒業。プロ方舟に所属していた。

## 来歴・人物
山梨県甲府盆地の北東で、大菩薩峠の登山口の七里村出身。戦国時代、甲斐・武田家に仕えた譜代家老・土屋昌続（昌次）の子孫といわれる。父親の土屋操は郷土史家で、坪内逍遥の教え子であったため、毎晩シェイクスピアの作品を聞き育った。上野にあった音楽学校のバイオリン科を志望していたが、1945年当時、学校は生徒を募集しなかったため断念。親が希望した医学校に進学。医学生時代に、半田市の中島飛行機工場で昭和東南海地震に被災した。
1950年、俳優座養成所に2期生として入り、翌1951年6月に研究生の中から小沢昭一と共に本公演『椎茸と雄弁』の村人役に選ばれて初舞台を踏み、その演技でこの年の伊東貞助賞を受賞。1952年には『殺人容疑者』でこちらも映画初出演の丹波哲郎を最後まで追い詰める刑事役で銀幕デビューも果たしている。
1953年に養成所を卒業と同時に俳優座の劇団員に昇格するものの、卒業式の日に映画『七人の侍』の利吉役を捜していた東宝の黒澤明監督に呼び出されてオーディションを受け、これに合格する。この『七人の侍』が契機となって1954年に退座し、東宝と専属契約を結んで映画界に転身した。
土屋はそれ以降も黒澤と公私共に交流を深め、『赤ひげ』までの黒澤作品のほとんどに出演している。しかし、黒澤が土屋に映画『乱』の出演オファーを出した際には、土屋は舞台の仕事を優先して断った。
東宝特撮映画にも欠かせない存在で、東宝の俳優陣では唯一、黒澤組と本多組（円谷組）を多く行き来していた俳優でもある。初めての特撮への出演は1954年の『透明人間』で、ゴジラシリーズは1955年の『ゴジラの逆襲』であるが、どちらも土屋にとっては印象が薄い作品であるという。土屋は一癖も二癖もある人物を演じるのが好みで、東宝時代はスマートな役柄が来ると会社に直訴して断っていたほどである。
1957年の『地球防衛軍』では、日本人俳優として初めて宇宙人を演じた。
他に特撮作品では『怪獣大戦争』のX星人統制官、『ガス人間第一号』のガス人間・水野役で知られる。『ゴジラvsキングギドラ』では、シリーズ初のゴジラと心を通わせる役を演じている。
東宝退社後は主にテレビドラマで活躍した。また、かつては黒柳徹子のトーク番組『徹子の部屋』の常連ゲストでもあった。上岡龍太郎とも親交が深く、彼がよく珍エピソードを紹介していた。
2017年2月8日に肺癌で死去。その死が報じられたのは、約7か月後の9月6日だった。

## 逸話
- 映画デビューについて『殺人容疑者』は1952年8月の公開であり、公開順では、1951年の『死の断崖』、『私はシベリヤの捕虜だった』が先行している。土屋自身は『ひめゆりの塔』（1953年）を本格的な映画デビュー作に挙げているが、研究生であった当時は遊びという意識であったという[18]。資料によっては、『七人の侍』を本格デビュー作としている[出典 5]。
- 初舞台をふんだ『椎茸と雄弁』では、演出家の青山杉作から起用の理由について「メーキャップが乗る顔をしているから」と説明された[18]。同舞台で伊藤貞助賞を受賞したものの、俳優座研究所の月謝を滞納していたため、賞金はすべてその支払に使われ、それでも滞納額には足りていなかったという[18]。
- 黒澤明によると、本人は明るい性格なのだが笑うとどこか影のある笑顔になるとのこと。
- 俳優座時代には、東大生の友人2人と四畳半一間の下宿を格安で借りていたがそこを出ることになり、黒澤の家に居候になるまではニワトリ小屋に住んでいた[19]。周囲からは人間らしいところに住むよう言われていたが、土屋自身は「最高の埴生の宿だった」と述懐している[19]。
- 土屋が誕生する1ヶ月前に4歳の兄が祭りの綿菓子やおでんを食べて疫痢にかかり死亡していたため、幼少期には買い食いを固く禁じられていた[19]。どうしても綿菓子が食べたかった土屋は、父親に泣いてせがんだ結果、「大人になって自分で綿菓子の機械を買って作るならよい」という許しを得て、その後『七人の侍』に出演して初めてもらったギャラで実際に綿菓子機を購入した[19]。しかし、当時の価格で2万円という高額で購入した機械は扱いが難しく、3ヶ月ほどかかって良品が作れるようになったころには試食ばかりしていたため綿菓子を見るのも嫌になっていたという[19]。高額のもとを取ろうと子供たちに綿菓子を売ろうとしたこともあったが、作り始めようとしたところに東宝宣伝部の人間が偶然通りかかったため逃げてしまいそれきりであった[19]。
- 俳優の志村喬は、妹が土屋の親戚筋に嫁いでおり、土屋は『七人の侍』で共演した際には志村から親戚であることを聞かされたという[20]。以後、土屋は志村を「おじちゃん」と呼んで親しんでいた[20]。

### 趣味趣向
趣味は登山、フラメンコギター、釣り、モトクロスなど多岐に渡り、最も登山や釣りには造詣が深くサンテレビ制作の釣り番組『ビッグフィッシング』では司会を務めた。
UFOにも興味が強く、「日本宇宙旅行協会」という団体に入会していた。同会には、田中友幸や森岩雄、本多、円谷といった面々を、土屋が会費を払って無断で入会させていた。昭和30年代中頃に銀座の百貨店ビル屋上で行われた、この協会主催のUFO召喚の集いに参加したこともある。この集いには、三島由紀夫や石原慎太郎らの姿もあったという。映画『地球防衛軍』では、同協会による地球外の不動産売買を批判するセリフをアドリブで入れている。
UFOの目撃回数が多いことでも知られる。最初に目撃したのは小学3年生のころで、飛行機とも飛行船とも異なる金属製の銀色のはしごのようなものが空に浮いていたという。後年、雑誌『S-Fマガジン』編集長でUFO研究家でもあった南山宏にこの話をしたところ、土屋と同年代のSF作家も同じころに同じようなものを目撃していた。中学時代には大菩薩峠で高速移動する飛行物体を目撃した。当時はUFOなどの概念はなかったため、周囲の人々は人魂だと認識していたという。その後、海外でUFOの目撃談が話題となり、自身が目撃したものと同じだと認識するようになり、ジョージ・アダムスキーの著書を読んで強く興味を抱くようになった。1980年ごろには、UFOに対して航空自衛隊とみられるファントムがスクランブルをかけるところも目撃したと語っている。土屋は、UFOが出そうな時は直感でわかったといい、同好の士である横尾忠則からは「（土屋は）一瞬で無我の境地に入り込める」と評されていた。土屋自身は、目撃回数が多い理由について、好奇心が強く空を見る回数が他人よりも多いからではないかと語っている。
一方で、宇宙人との遭遇談には懐疑的な見解を示しており、土屋に体験談を語りに来る者も多いが、そういった人物は宗教的な思い込みを持っていることも多く、極力会わないようにしたと述べている。
SF映画を愛好しており、その原点は小学生の時に観た『キング・コング』であった。そのほかに、好きな映画として『地球の静止する日』や『未知との遭遇』などを挙げている。一方で、『スター・ウォーズ』はメルヘンだとして好んでおらず、『2001年宇宙の旅』や『禁断の惑星』などの難解な作品も苦手としている。
フラメンコギターにまつわるエピソードでは、スペインに単独で旅行した際、とある小村にてギターの調べに吸い寄せられて訪れた宴たけなわの民家で、演奏に参加して歓迎されるまま数日間投宿したが、あとで人に聞いたところ、その家は盗賊の一族だったという。海外旅行の経験を豊富に持つうえに語学にも堪能で、日仏合作テレビドラマ『スパイ』（1966年）に出演した際には、フランス側の監督から「本当のフランス人のよう」と絶賛された。

### 黒澤作品関連
- 映画『七人の侍』のオーディションのため黒澤明監督が俳優座に訪れた時はオーディションに参加する事なくパチンコで時間を潰していたが、その日 俳優座のトイレで顔を合わせた黒澤に顔を覚えられ[11][18]養成所卒業式の当日に東宝に呼び出されてテストを受ける運びとなり、『七人の侍』の利吉役に起用される[18]。『七人の侍』撮影中は黒澤の家に下宿しながら撮影所に通ったが、クランクアップとなる野武士の山塞を焼き討ちにする撮影では想定を越えた猛火の熱風を顔面に浴び火膨れの火傷を負った。
- 予定を超過、いつまで経っても終わらない『七人の侍』の撮影に山が恋しくなり、山に行かなければ自分が可怪しくなってしまうと思い詰めた土屋は「暫く撮影に来ません」と自らスケジュールを作って提出。慌てたスタッフが黒澤に相談すると黒澤は怒る事なく土屋の山に対する気持ちを理解した上で優しく映画製作のルールを説明、更に何処へも逃げ出さない様に土屋を自分の家に寝泊りさせたとの事である[19]。当時の土屋は、登山を第一としており、俳優は趣味であったと述べている[18]。
- 『赤ひげ』では、役作りのために減食して4、5キログラムほど体重を落としていたが、撮影の長期化に伴い空腹に耐えられなくなり、三船に相談したところ「隠れて食べればいい」と助言された[12]。その後、黒澤の誕生日会でご馳走を目にした土屋は三船に「監督の目の前でも食う」と宣言して食べ始め、黒澤も自身の誕生日であるため食べるなとは言えなかったという[12]。

### 特撮関連
- 『七人の侍』と同時期に撮影所では『ゴジラ』の撮影が行われていたが、土屋はそれに興味を持ち、黒澤の目を盗んでは本多猪四郎や円谷英二のいる特撮セットの見学に行くため、円谷組のスタッフの協力を得てトイレに行くと口実を作っては頻繁に通い[注釈 5]、この熱意に円谷は土屋の見学に合わせて本番を待ってくれるほどの仲だったという[出典 8]。
- 日本人俳優として初めて宇宙人を演じた土屋は『地球防衛軍』のミステリアン役や『怪獣大戦争』のX星人役において独自に「宇宙語」を考案し、これに自動翻訳された片言の日本語の台詞を被せるというアイディアを出すことで、劇中のリアリティを高めた[出典 9]。監督の本多猪四郎は自由にやらせてくれたといい、文句をつけてきた相手には「お前は宇宙人を見たことがあるのか」と返していたという[25][14]。
  - なお、その後日談として、某テレビ局から「ワ・レ・ワ・レ・ハ……という宇宙人の喋り方を最初に発明したのは土屋さんですか？」という問い合わせの電話に土屋が「そうです」と答えた[17]ことから、「ワレワレハウチュウジンダ」という定番のフレーズも土屋が由来だという説がある[26][注釈 6]。また、X星人の言葉は芥川龍之介の『河童』に出てくる河童語をもじったものを混ぜ、ミステリアンはこれにドイツ語とフランス語をさらに混ぜたものであるとも語っている。
- 『地球防衛軍』では、当初顔出しの主役級で配役されていたが、敵側の宇宙人の方が面白いと考え、「顔が見えなくてもいいから宇宙人をやりたい」と演技課に要望するも「顔が見えないからダメ」と止められ、「俳優は顔が見えればいいってもんじゃないんだ！」と抗議した後に本多へ直訴し[注釈 7]、地球を侵略する宇宙人・ミステリアン統領役に回った[出典 10][注釈 8]。この際、前もって黒澤に「今度宇宙人を演りたいんだけど」とうかがいを立てたところ、「おかしな映画に出るんじゃないぞ。たとえばゴジラとかな」と釘を刺していた黒澤も「イノさん（本多監督）とこの仕事ならいいよ」と答えたそうである[出典 11]。ただし、土屋は実際の衣裳には抵抗があったという[17]。
- 『ゴジラの逆襲』で初登場した怪獣アンギラスの名前が一般公募されていた時期、土屋は「ギョットス」という名前を考えて応募したが採用はされなかった[23][14]。
- 『三大怪獣 地球最大の決戦』に暗殺団首領役で出演が予定され、自ら衣裳のサングラスを捜し歩くなどしていたが、出演中であった『赤ひげ』の撮影が延びたため降板した[12]。
- 『マタンゴ』では、出演者達が食べる劇中のキノコは蒸し菓子で米粉を練った和菓子素材で作られており、食紅などで色がつけられていた。菓子は風月堂が映画用に作っており、毎朝撮影所に蒸したてが届けられた。そのままでは、味気なかったため、彼の提案で砂糖を加えて食べやすくしたところ大変好評で、スタッフたちも撮影の合間につまみ食いをしており、水野久美は特に気に入って食べていたという。
- 『怪獣大戦争』で共演したニック・アダムスとは特に息が合い、彼をからかい、女性に対しての挨拶は「もうかりまっか？」や朝のあいさつ「ああ、腹減ったなあ」などの日本語をあいさつとして教えていたが、そのうちに「誰が（アダムス）にでたらめを教えたんだ」と騒動になり、張本人の土屋は他人のふりをしてとぼけたという[21][17]。アダムスの離日時、彼にサインをプレゼントし、「大事に家に飾っておくよ」と約束された。土屋は「すぐ捨てるんだろう」と本気にしていなかったが、数年後、田中友幸が訪米した際にアダムスの自宅を訪ねたところ、本当に自宅に飾ってあったという[出典 12]。
- 『ウルトラQ』、『ウルトラマン』、『ウルトラセブン』といったウルトラシリーズにゲスト出演したのが縁で当初は『帰ってきたウルトラマン』の伊吹竜隊長の候補に挙がっていた[28]。土屋は、長年苦労を共にした円谷がテレビ業界に行くことが寂しく、円谷プロダクションの設立当初は反対していたといい、出来の悪い作品では円谷の名を落としてしまうと感じ自身の出演作品も見ずにいたが、晩年になって初めて見たところ映画に見劣りしない作品であったことに感心したという[17]。
- 円谷とは映画などについて語り合う仲であったといい、円谷から従来のパターンを崩した怪獣映画の脚本を執筆することを勧められ、2人で面白い作品を作り上げることを考えていたが、円谷が死去したことにより意欲を失ってしまったという[29]。
- 特撮映画においては、ナチュラルでかつシリアスな芝居を抑制して演じることを心がけており、当たり役となったガス人間では、自然体な言動を淡々とメリハリの利いた芝居に混ぜて演じることに終始し[17]、『ゴジラvsキングギドラ』でのゴジラとの対面場面では敢えて微動だにしない芝居を行った。また、特撮にありがちな顔の見えないキャラクターが大げさな身振りや手ぶりをしがちになることには懐疑的で、指先などの細かい部分での芝居が重要だとの持論を持っている[17]。
- 1959年の『宇宙大戦争』撮影当時、まだアポロ宇宙船が月に行っておらず、月面での正確な動きは分かっていなかったが、土屋は「月面は重力が地球の3分の1だから、フワフワした歩き方になる。役者はそう芝居しなきゃウソだ」と強硬に主張した。スタッフはカッコ悪さや見栄えを懸念したが、最終的に監督の本多が賛同したこともあって押し通した[21]。10年後、実際に月面探査が実現した際、撮影中だった土屋はロケ先の六甲山ホテルのロビーで中継映像を鑑賞し、自説が正しかったことを見届けて「ブラボー（ざまぁみろ）！」と叫んだという[出典 13]。
- 『怪獣島の決戦 ゴジラの息子』でグアムロケを行った際、現地人からジャングルに日本兵の生き残りがいると聞き、冗談半分で「戦争は終わった」と声をかけていったが、数年後には横井庄一が実際にその付近に潜伏していたことが明らかになった[25][14]。
- ゴジラは昭和シリーズで卒業したと考えていたが、『ゴジラvsキングギドラ』でゴジラと対峙して死亡する役を演じ、これを集大成だと述べている[出典 14]。オファーの際、監督の大森一樹から集大成として出演することを要望され、ゴジラ史上唯一である「ゴジラと心を通わせる男」という役どころであると口説かれたという[6][17]。大森は、土屋が特撮映画を愛しているため現場が非常に楽しく、本人も周囲もやりやすかったと語っている[30]。記者発表のあとに出演者らが特撮の現場を訪れた際には、土屋だけが一時間ほど残っており、操演助手の白石雅彦は厳しい目つきで現場を見ていたと述懐している[31]。
- SF特撮映画への出演から、日本国外にもファンが多い[32]。アメリカでの講演ではファンたちがX星人統制官の手真似や、ガス人間での右手を懐に入れる仕草で出迎えたり、ホテルのボーイが「ガス人間水野!」と声をかけてきたという。ヨーロッパでは、タクシーの運転手が運転中に『マタンゴ』の話題を出してきたと語っている[出典 15]。アメリカのプロデューサーから『ガス人間第一号』の続編の脚本が送られてきたこともあったという[32][14]。カナダを旅行した際にはロッキー山脈付近で『ガス人間第一号』を上映していた村に行き当たり、ホテルに無料で泊めてもらえたうえに、アメリカ人の団体客からサイン攻めにもあったという[21]。
- アメリカのSFファンの集いで、ハリウッド版『GODZILLA』の上映後にスピーチを頼まれ「この映画はゴジラではない」と述べたところ会場が沸き、世界中でも日本のゴジラが愛されていることを実感したと述懐している[17]。

## 出演

### 映画
- 死の断崖（1951年、東宝）[33]
- 私はシベリヤの捕虜だった（1952年、東宝）- 永塚
- 殺人容疑者（1952年、新東宝）
- ひめゆりの塔（1953年、東映）- 衛生兵
- 七人の侍（1954年、東宝）- 利吉[3]
- 君死に給うことなかれ（1954年、東宝）- 小島昇一
- 密輸船（1954年、東宝）- 石川
- 透明人間（1954年、東宝）- 小松[34]
- 続天下泰平（1955年、東宝）- 矢瀬龍太郎
- 不滅の熱球（1955年、東宝）- 天野軍医中尉
- ゴジラシリーズ（東宝）
  - ゴジラの逆襲（1955年）- 田島隊員[34][9]
  - 怪獣大戦争（1965年）- X星人統制官[3][9]
  - 怪獣島の決戦 ゴジラの息子（1967年）- 古川[34][9]
  - 怪獣総進撃（1968年）- 大谷博士[34][9]
  - ゴジラvsキングギドラ（1991年）- 新堂靖明[出典 16]
- 男ありて（1955年、東宝）- 丸山選手
- 33号車応答なし（1955年、東宝）- お産する妻の夫
- 新鞍馬天狗 夕立の武士（1955年、東宝）- 松平善三郎
- 夏目漱石の三四郎（1955年、東宝）- 野々宮
- 朝霧（1955年、東宝）- 雄島教授
- 生きものの記録（1955年、東宝）- 中島鋳造所工員
- 彼奴を逃すな（1956年、東宝）- 白石刑事[36]
- 見事な娘（1956年、東宝）- 高原信夫
- 愛情の決算（1956年、東宝）- 池田
- 鬼の居ぬ間（1956年、東宝）- 目崎勝次郎
- 妻の心（1956年、東宝）- 庄太郎
- 蜘蛛巣城（1957年、東宝）- 鷲津の郎党
- 柳生武芸帳（1957年、東宝）- 五升賀源太
- 東京だョおッ母さん（1957年、東宝）- 河村吉太郎
- サラリーマン出世太閤記（1957年、東宝）- 丸尾
- 恐怖の弾痕（1957年、東宝）- 根府川
- 智恵子抄（1957年、東宝）- 小山
- わが胸に虹は消えず（1957年、東宝）- 島田武
- 脱獄囚（1957年、東宝）- 木崎刑事
- 地球防衛軍（1957年、東宝）- ミステリアン統領[3]
- 花嫁三重奏（1958年、東宝）- 小島
- 無法松の一生（1958年、東宝）- 高校の先生
- 太鼓たゝいて笛吹いて（1958年、東宝）- 左内
- 変身人間シリーズ（東宝）
  - 美女と液体人間（1958年）- 田口刑事[34]
  - 電送人間（1960年）- 岡崎捜査主任[34]
  - ガス人間第一号（1960年）- ガス人間・水野[3][9]
  - マタンゴ（1963年）- 笠井雅文[3]
- 続ちゃっきり金太（1958年、東宝）- 松平新九郎
- 奴が殺人者だ（1958年、東宝）- 大利根徹夫
- 女探偵物語 女性SOS（1958年、東宝）- 岩田民夫
- 大怪獣バラン（1958年、東宝）- 勝本三佐[34]
- 隠し砦の三悪人（1958年、東宝）- 早川方の騎馬の侍
- コタンの口笛（1959年、東宝）- 中西先生
- おしゃべり奥様（1959年、東宝）- 青木寒吉
- 社員無頼 怒号篇（1959年、東宝）- 組合委員長
- 奥様三羽烏（1959年、東宝）- 青木寒吉
- 潜水艦イ-57降伏せず（1959年、東宝）- 永井中尉[34]
- 宇宙大戦争（1959年、東宝）- 岩村幸一[3][1]
- ハワイ・ミッドウェイ大海空戦 太平洋の嵐（1960年、東宝）- 航空参謀[34]
- 大学の山賊たち（1960年、東宝）- 岩野部長刑事
- 男対男（1960年、東宝）- 吉沢刑事
- 悪い奴ほどよく眠る（1960年、東宝）- 事務官
- 背広三四郎シリーズ（東宝）
  - 背広三四郎 男は度胸（1961年）- 大川義男
  - 背広三四郎 花の一本背負い（1961年）- 大河義男
- 用心棒（1961年、東宝）- 百姓小平[36]
- 黒い画集 ある遭難（1961年、東宝）- 槙田二郎
- 香港の夜（1961年、東宝）- 同僚
- 大学の若大将（1961年、東宝）- 滝沢
- 新入社員十番勝負（東宝）- 鶴巻弘
  - 新入社員十番勝負（1961年）
  - 続新入社員十番勝負 サラリーマン一刀流（1962年）
- ゲンと不動明王（1961年、東宝）- 信一
- 椿三十郎（1962年、東宝）- 広瀬俊平
- 虹の空（1962年、東宝）- 小松田刑事
- どぶろくの辰（1962年、東宝）- 木田
- 地方記者（1962年、東宝）- 会田
- 忠臣蔵 花の巻・雪の巻（1962年、東宝）- 潮田又之丞
- 六本木の夜 愛して愛して（1963年、東宝）- 伊原検事
- にっぽん実話時代（1963年、東宝）- トップ屋大塚
- 天国と地獄（1963年、東宝）- 村田刑事
- 五十万人の遺産（1963年、三船プロ / 東宝）- 山崎
- 写真記者物語 瞬間に命を賭けろ（1963年、東宝）- 山さん
- 秘剣（1963年、東宝）- 塩川正十郎
- 恐怖の時間（1964年、東宝）- 稲垣
- 赤ひげ（1965年、東宝）- 森半太夫
- 太平洋奇跡の作戦 キスカ（1965年、東宝）- 寺井先任参謀[34]
- フランケンシュタイン対地底怪獣（1965年、東宝）- 河井大尉[34][1]
- けものみち（1965年、東宝）- 桂木
- 悪の階段（1965年、東宝）- 第二課の刑事
- クレージーの無責任清水港（1966年、東宝）- 大瀬半五郎
- ひき逃げ（1966年、東宝）- 黒金周一
- ゼロ・ファイター 大空戦（1966年、東宝）- 菊村上飛曹
- 国際秘密警察 絶体絶命（1967年、東宝）- ルベーサ将軍
- 佐々木小次郎（1967年、東宝）- 市波兵介
- 東宝8.15シリーズ（東宝）
  - 日本のいちばん長い日（1967年）- 不破参謀
  - 連合艦隊司令長官 山本五十六（1968年）- 黒島先任参謀[34]
  - 日本海大海戦（1969年）- 秋山参謀[34]
  - 激動の昭和史 軍閥（1970年）- 岡辺
- 乱れ雲（1967年、東宝）- 江田宏
- 100発100中 黄金の眼（1968年、東宝）- 黒川
- 斬る（1968年、東宝）- 松尾新六
- 恋にめざめる頃（1969年、東宝）- 山本俊作
- 風林火山（1969年、三船プロ / 東宝）- 土屋右衛門尉
- 薔薇の葬列（1969年、ATG）- 権田
- 待ち伏せ（1970年、三船プロ / 東宝）- 伊太八
- ゲゾラ・ガニメ・カメーバ 決戦!南海の大怪獣（1970年、東宝）- 宮恭一[34]
- 新座頭市物語 笠間の血祭り（1973年、東宝）- 庄兵衛
- 二つのハーモニカ（1976年、近代映画協会）
- 西陣心中（1977年、ATG）- 吉田嘉助
- サッちゃんの四角い空（1980年、松竹）- 小山田正
- 装いの街（1982年、東映）- 大館安造
- 軽井沢夫人（1982年、にっかつ）- 中川玄一郎
- 小説吉田学校（1983年、東宝）- 林譲治
- ルージュ（1984年、にっかつ）- 土屋明雄
- 泰造（1985年、K&S）- 大木先生
- 帝都大戦（1989年、東宝）- 水野博士
- 流れ板七人（1997年、東映）- 審判
- 奇談（2005年、ザナドゥー）- 三戸部孝蔵
- 北辰斜にさすところ（2007年、東京テアトル）- 赤木吾郎
- MIFUNE: THE LAST SAMURAI（2015年、“MIFUNE:THE LAST SAMURAI” Film Partners）- 本人

### テレビドラマ
- 松本清張シリーズ・黒い断層 / 一年半待て（1960年）
- 新選組始末記（1961年）- 山南敬助
- 無法松の一生（1962年）- 吉岡小太郎
- 松本清張シリーズ・黒の組曲 / 詩人と電話（1962年）- 梅木欣一
- 百済の草（1963年）
- 風雪
  - 開化聖代（1964年）- 白坂賢二郎
  - 草莽の微臣ありき（1965年）- 幸徳秋水
  - 放送第一声（1965年）- 石榑
- 青春とはなんだ（1965年）- 清三
- 大河ドラマ （NHK）
  - 太閤記（1965年）- 宗湛
  - 源義経（1966年）- 兵衛介義行
  - 竜馬がゆく（1968年）- 大久保利通
  - 春の坂道（1971年）- 大谷刑部
  - 勝海舟（1974年）- 木村兵庫頭
  - 春の波涛（1985年）- 井上馨
- 松本清張シリーズ / 張込み（1966年）
- ウルトラシリーズ
  - ウルトラQ 第2話「五郎とゴロー」（1966年）- 小野技官[注釈 9]
  - ウルトラマン 第18話「遊星から来た兄弟」（1966年）- 森田博士
  - ウルトラセブン 第14話、第15話「ウルトラ警備隊西へ（前編、後編）」（1968年）- 土田博士
- 三匹の侍 第3シリーズ 第27話「風雲を斬る」（1966年）
- ポーラテレビ小説 / 三人の母（1968年 - 1969年）- 宮城鉄太郎
- 無用ノ介 第17話「おいらの好きな無用ノ介」 （1969年）- 民五郎（おさらば伝次）
- 東京バイパス指令 第32話「一匹おおかみ」（1969年）
- 鬼平犯科帳（NET / 東宝）（1969年10月7日 - 1970年12月29日、NET系 火曜21時台時代劇枠）
  - 第17話「熊五郎の顔」（1970年1月27日）- 信太郎・洲走（すばしり）の熊五郎
- 大坂城の女 第27話「秀頼と千姫の結婚」、第28話「可憐な人質」（1970年）- 片桐且元
- 大江戸捜査網
  - 第10話「天狗に踊る黒い影」（1970年）- 五條鋭之介
  - 第29話「嵐を呼ぶ必殺剣」（1971年）- 田所甚内
  - 第67話「三匹の用心棒」（1972年）- 酒井源十郎
  - 第281話「雨の朝 江戸に死す」（1977年）- 半兵衛
  - 第338話「追跡! 哀愁の子守唄」（1978年）- 加納彦四郎の父
  - 第356話「身代り殺人の秘めた謎」（1978年）- 辰蔵
  - 第422話「少年が明かす炎の殺人集団」（1979年）- 池田京之進
- 銀河ドラマ 面影]（1970年、NHK）
- 大忠臣蔵（1971年）- 土屋主税
- 水戸黄門
  - 第2部 第21話「泣くものか -大井-」（1971年2月15日）- 伊達与作改め丹州
  - 第8部 第19話「人情灘の生一本 -兵庫-」（1977年11月21日）- 正作
  - 第9部 第8話「荒野の襲撃 -三戸-」（1978年9月25日）- 南馬之介
  - 第11部 第9話「隠密津軽凧 -弘前-」（1980年10月13日）- 徳兵衛
  - 第13部 第16話「死を賭けた裏切り -鳥取-」（1983年1月31日）- 日野隼人
  - 第14部
    - 第1話「水戸黄門 -水戸・江戸-」（1983年10月31日）- 岩泉蔵人
    - 第30話「凄絶! 忍者砦の決闘 -名張-」（1984年5月21日）- 嘉平次

  - 第15部 第17話「美女を狙った天狗騒動 -熊野-」（1985年5月20日）- 福田屋
  - 第16部 第14話「銃が知ってた血染めの罠 -彦根-」（1986年7月28日）- 喜右衛門
  - 第17部 第13話「仇討ち阿波人形 -徳島-」（1987年11月23日）- 千造
  - 第19部 第8話「過去を背負った男 -新庄-」（1989年11月13日）- 最上屋仙右衛門
  - 第20部 第33話「意地比べ恋の友禅 -金沢-」（1991年6月24日）- 東吾
  - 第21部
    - 第3話「頑固比べで縁結び -小浜-」（1992年4月20日）- 若狭屋
    - 第19話「恋を実らす占い合戦 -龍野-」（1992年8月10日）- 本家龍野屋彦兵衛

  - 第23部 第21話「津和野銘菓は恋の味 -津和野-」（1994年12月26日）- 重吉
  - 水戸黄門外伝 かげろう忍法帖 第9話「忍び文字の謎 -富山-」（1995年7月17日）- 名張の桃介
  - 第24部 第31話「お銀の身替り花嫁 -弘前-」（1996年4月29日）- 仙蔵
  - 第25部 第25話「罠を仕掛けた釣り天井 -高山-」（1997年6月16日）- 相五郎
  - 第26部 第22話「網干の祭りの鬼退治 -姫路-」（1998年7月13日）- 百兵衛
  - 第27部 第18話「勘当された兄の真実 -鶴岡-」（1999年7月19日）- 鷲神外記
- 徳川おんな絵巻 第40話「女相続人の恐怖」、第41話「闇に光る眼」（1971年）- 文三
- 荒野の素浪人 第1シリーズ（1972年）
  - 第5話「獄門 関所破り」- 三輪十内
  - 第27話「死闘 賞金稼ぎの墓場」- 乾源三郎
- 木枯し紋次郎 第8話「一里塚に風を断つ」（1972年）- 北村直光
- ありがとう 第2シリーズ 第9話（1972年3月23日、TBS）- 村上吉之
- 真昼の月（1972年）
- 荒野の用心棒 第15話「賞金首に群狼が吠えて…」（1973年）- 内藤兵衛
- 太陽にほえろ! 第75話「仕掛けられた銃声」（1973年）- 佐山卓
- 右門捕物帖 第17話「囮」（1974年）
- 傷だらけの天使 第12話「非情の街に狼の歌を」（1974年）- 逃がし屋
- 日本沈没 第22話「折れ曲がる、日本列島」（1975年）- 石黒泰造
- 俺たちの勲章 第9話「重い拳銃」（1975年）- 山之内刑事
- 鬼平犯科帳 第14話「高杉道場・三羽烏」（1975年）- 長沼又兵衛
- 渚より愛をこめて（1976年）- 木村修二
- 非情のライセンス 第2シリーズ 第118話「生贄」（1977年）- 島崎
- 同心部屋御用帳 江戸の旋風III 第7話「鯉のぼりの詩」（1977年）- 佐吉
- 大都会 PARTII 第29話「17番ホールの標的」（1977年）- 井上幸夫
- 新 木枯し紋次郎 第7話「四度渡った泪橋」（1977年）- 白井の伊兵衛 [注釈 10]
- 江戸の渦潮 第6話「春風にのった母子」（1978年）
- 江戸の鷹 御用部屋犯科帖（1978年）
  - 第18話「献上鷹! 危機一髪」- 久保寺陣内
  - 第30話「怪奇! 八ツ目洞窟の隠し金」- まぼろし甚兵衛
- 吉宗評判記 暴れん坊将軍 第27話「柳生一族を斬る女」（1978年）- 柳生飛騨守
- 銭形平次 第629話「源太の証言」（1978年）- 貞吉
- 新幹線公安官 第2シリーズ 第16話「呪われたワイングラス」（1978年）- 石野
- 破れ新九郎 第2話「えん魔がくれた千両箱」（1978年）- 山名外記
- 西遊記 第6話「悟空破門! 三妖怪の罠」（1978年）- 大徳（宝象国々王）
- 不毛地帯（1979年）- 原田空幕長
- 大空港 第46話「古傷・バクダン刑事に火がついた!」（1979年）- 山下英夫
- 大捜査線 第2話「男たちの挽歌」（1980年）
- 新五捕物帳 第103話「岡っ引きの運命」（1980年）- 音羽の増吉
- 大激闘マッドポリス'80 第1話「マフィアからの挑戦」（1980年）- 八代浩幸
- 少年ドラマシリーズ（NHK）
  - 家族天気図（1980年）- 森岡邦男
- 文吾捕物帳 第6話「もうひとつの顔」（1981年）
- ザ・ハングマン シリーズ
  - ザ・ハングマン（1981年）
    - 第32話「死人を愛した女スパイ」- 周明徳
    - 第51話「死人たちは二度死なない」- 高柳（特捜部刑事）

  - ザ・ハングマンV（1986年）- 前尾大輔
- 闇を斬れ 第9話「親の涙は血の涙」（1981年）- 桜木源兵衛
- 松平右近事件帳 第11話「結ぶえにしのわらべ唄」（1982年）- 井村弥十郎
- 大岡越前
  - 第6部 第26話「謎の連続殺人事件」（1982年8月30日）- 米造
  - 第7部 第20話「辞世に託した三千両」（1983年9月5日）- 駒羽の勘五郎
  - 第8部
    - 第5話「十手が消えた女風呂」（1984年8月20日）- 荒尾の庄兵衛
    - 第25話「十手鈍らす過去の罪」（1985年1月14日）- 市兵衛

  - 第9部 第2話「天下を狙った魔性の女」（1985年11月4日）- 源作
  - 第11部 第22話「贋金を掏った女」（1990年9月17日）- 佐兵衛
  - 第13部 第14話「辻斬りは三葉葵の紋所」（1993年2月15日）- 酒井総介
  - 第15部 第5話「奥医師の娘」（1998年9月21日）- 天野宗仙
- 影の軍団III 第17話「満月の夜に鬼女が笑う」（1982年）- 奥平忠恒
- 春の傑作推理劇場 / 松本清張の薄化粧の男（1982年）
- 土曜ワイド劇場
  - 三毛猫ホームズシリーズ 第4作「三毛猫ホームズの狂死曲」（1982年）- 浅倉
  - 牟田刑事官事件ファイル 第3作「見合い旅行殺人事件」（1985年）- 大貫会長
  - 京都新婚旅行殺人事件（1986年）- 佐山専務
  - 変身する女 桂木亜紀子（1988年）- 尾崎竜雄
  - 真夏の女子高生連続殺人（1990年）- 秀さん
  - 市毛良枝の美女探偵シリーズ 第5作「ドライバースクール殺人事件」（1991年）- 高峰清一
- 西部警察 PART-III 第27話「銃撃」（1983年）- 服部警部補
- 時代劇スペシャル / どくろ銭（1984年）- 銭ホオズキ
- 木曜ゴールデンドラマ / 密会（1984年）
- 金曜日の妻たちへII　男たちよ、元気かい?（1984年）
- 流れ星佐吉 第15話「昔なじみは大悪党」（1984年）
- 特捜最前線 第400話「父と子のエレジー!」（1985年）- 的場軍三
- 火曜サスペンス劇場
  - さよならを言えない女（1986年）
  - サラ金業者の妻（1987年）
  - あしながおじさん殺人事件（1989年）
- 金曜日には花を買って（1986年）- レストランのマネージャー
- 恋に恋して恋きぶん（1987年）- バーテン
- 現代恐怖サスペンス / 誰かが夢を覗いてる（1987年）
- 江戸を斬るVII 第10話「瞼の父は大泥棒」（1987年）- 野仏の清兵衛
- 大都会25時 第9話「危険な落し穴! 女ハスラーの白い指」（1987年）- 池内和正
- 長七郎江戸日記 第2シリーズ スペシャル「千姫有情、母ありき」（1988年）- 牧野主馬
- お待たせ必殺ワイド 仕事人vs秘拳三日殺し軍団 主水、競馬で大穴を狙う!?（1988年）- 平尾瀬兵衛
- 三匹が斬る!
  - 三匹が斬る! 第18話「父と娘の 生き血を絞る にせ大名」（1988年）
  - ニュー・三匹が斬る! 第6話「葵の御紋の印籠で関所破りの大盗賊!」（1994年）
- 名奉行 遠山の金さん
  - 第1シリーズ 第22話「花の吉原 遊女斬り」（1988年）- 及川監物
  - 第3シリーズ 第14話「サギ師金さんの弟現わる!」（1990年）- 六右衛門
  - 第5シリーズ 第3話「狙われた女盗賊」（1993年）- 霧の由兵衛
- 松本清張サスペンス / 年下の男（1988年）- 所轄の刑事
- 鬼平犯科帳 第1シリーズ 第7話「明神の次郎吉」（1989年）- 櫛山の武兵衛
- 八百八町夢日記
  - 第1シリーズ 第25話「しのぶ恋、忘れ貝」（1990年）- 牧野
  - 第2シリーズ 第7話「灯明台の灯を守れ」（1991年）- 久米蔵
- 次郎長三国志（1991年）- 三好屋勘兵衛
- 東芝日曜劇場 / 装いの街（1979年）- 大館安造
- 東芝日曜劇場 / もう一度春（1992年）
- 月曜ドラマスペシャル / 突然離婚（1992年）
- 銭形平次 第4シリーズ 第11話「奇妙な約束」（1994年）- 嘉兵衛
- STATION 第4話「ポーダー激怒! 盲目の恋」（1995年）
- 南町奉行事件帖 怒れ!求馬 第12話「消えた死体」 （1997年）- 寺門仙右衛門
- 大江戸を駈ける! 第8話「人質は花嫁 -下谷-」（2001年）- 七五郎
- ヒロシマ8.6ドラマ / かたりべさん（2014年）- 水野

### 舞台
- 化粧
- 花いくさ
- 高橋英樹公演「国盗り物語／遠山の金さん」
- 清水マリ公演/朗読劇「銀河鉄道の夜」(2010)
- 清水マリ公演/朗読劇「星の王子さま」(2010)

### オリジナルビデオ
- 1990年 地球防衛少女イコちゃん3 大江戸大作戦 - ミズノ博士
- 1995年 最後の馬券師II

### 吹き替え
- ダーク・ボガード
  - 1976年 ベニスに死す（テレビ朝日版）- グスタフ・フォン・アッシェンバッハ
  - 1978年 愛の嵐（日本テレビ版）-  マクシミリアン
  - 1978年 遠すぎた橋（日本テレビ版）-  フレデリック・ブラウニング[注釈 11]
- 1974年 個人教授（日本テレビ版）- エンリコ・フォンタナ（演：ロベール・オッセン）
- 1975年 荒野のあした - ロバート・ダグラス（演：デビッド・ジャンセン)
- 1979年 大陸横断超特急（日本テレビ版）- ロジャー・デヴロー（演：パトリック・マクグーハン）
- 1988年 シャーロック・ホームズの冒険（NHK版）
  - 第3シーズン 第15話「プライオリ・スクール」- ホールダネス公爵（演：アラン・ハワード）

### バラエティー番組
- ビッグフィッシング（サンテレビ）- 司会
- 住まい自分流〜DIY入門（NHK）

## 著作
- 思い出株式会社（1993年、清水書院） ISBN 4389500155
- クロサワさーん!－黒澤明との素晴らしき日々
（1999年、新潮社）ISBN 410432101X、（2002年、新潮文庫）ISBN 410-1213313
- 魚はゆらゆらと空を見る－釣りバカ放浪記（2002年、新潮社） ISBN 4104321028
- 続 思い出株式会社（2009年、清水書院） ISBN 4389500376